# San Rafael Obrajuelo
San Rafael Obrajuelo est une municipalité du département de La Paz au Salvador.

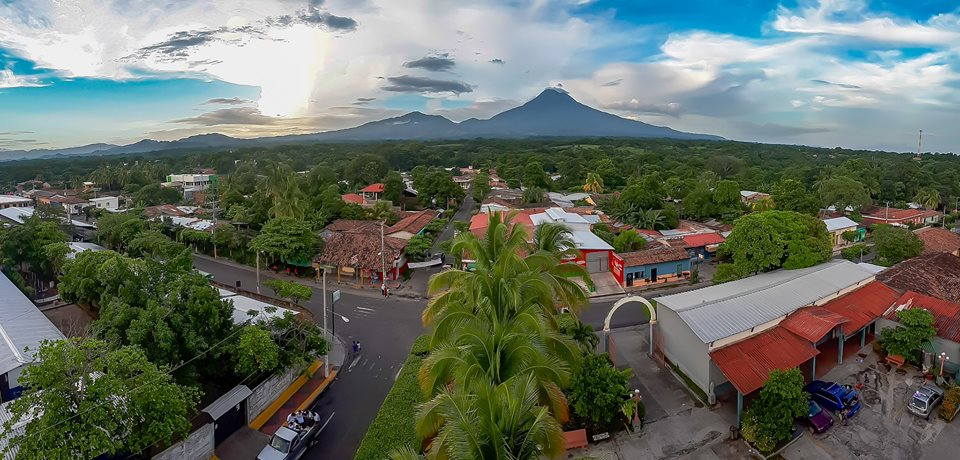
San Rafael Obrajuelo d'en haut.